# Cronenberg-Mitte
Das Wuppertaler Wohnquartier Cronenberg-Mitte ist eines von sieben Quartieren des Stadtbezirks Cronenberg. Das Wohnquartier ist das historische Zentrum der ehemaligen selbstständigen Stadt Cronenberg.

## Geographie
Das 5,91 km² große Wohnquartier liegt im Süden Wuppertals. Im Nordosten grenzt das Gebiet an das Cronenberger Wohnquartier Cronenfeld. Im Osten (im Tal des Morsbachs) grenzt Cronenberg-Mitte an die Nachbarstadt Remscheid. Im Süden liegt das Quartier Berghausen, im Südosten wird es durch die Straßen Nettenberg und Rheinbach, im Süden durch die Trasse der Bergische Museumsbahnen begrenzt. Im Südwesten grenzt Cronenberg-Mitte an das Wohnquartier Kohlfurth. Die westliche Grenze wird durch das Tal der Wupper gebildet, die zugleich Stadtgrenze zu der Nachbarstadt Solingen ist.
Zu den höchsten Erhebungen zählen der Neuenberg (230 m), der Berg Kürken (233 m) und der Jacobsberg (200 m). Die bewaldeten Hänge im Westen und Norden gehören zum Staatsforst Burgholz. Hier liegt das Tal des Burgholzbachs und seine zahlreichen Nebenbäche.
Die Landesstraße 427 (L 427) durchquert das Wohnquartier von Elberfeld über den Hahnerberg kommend als Hauptstraße und führt anschließend als Solinger Straße über den Ortsteil Kohlfurth weiter nach Solingen.

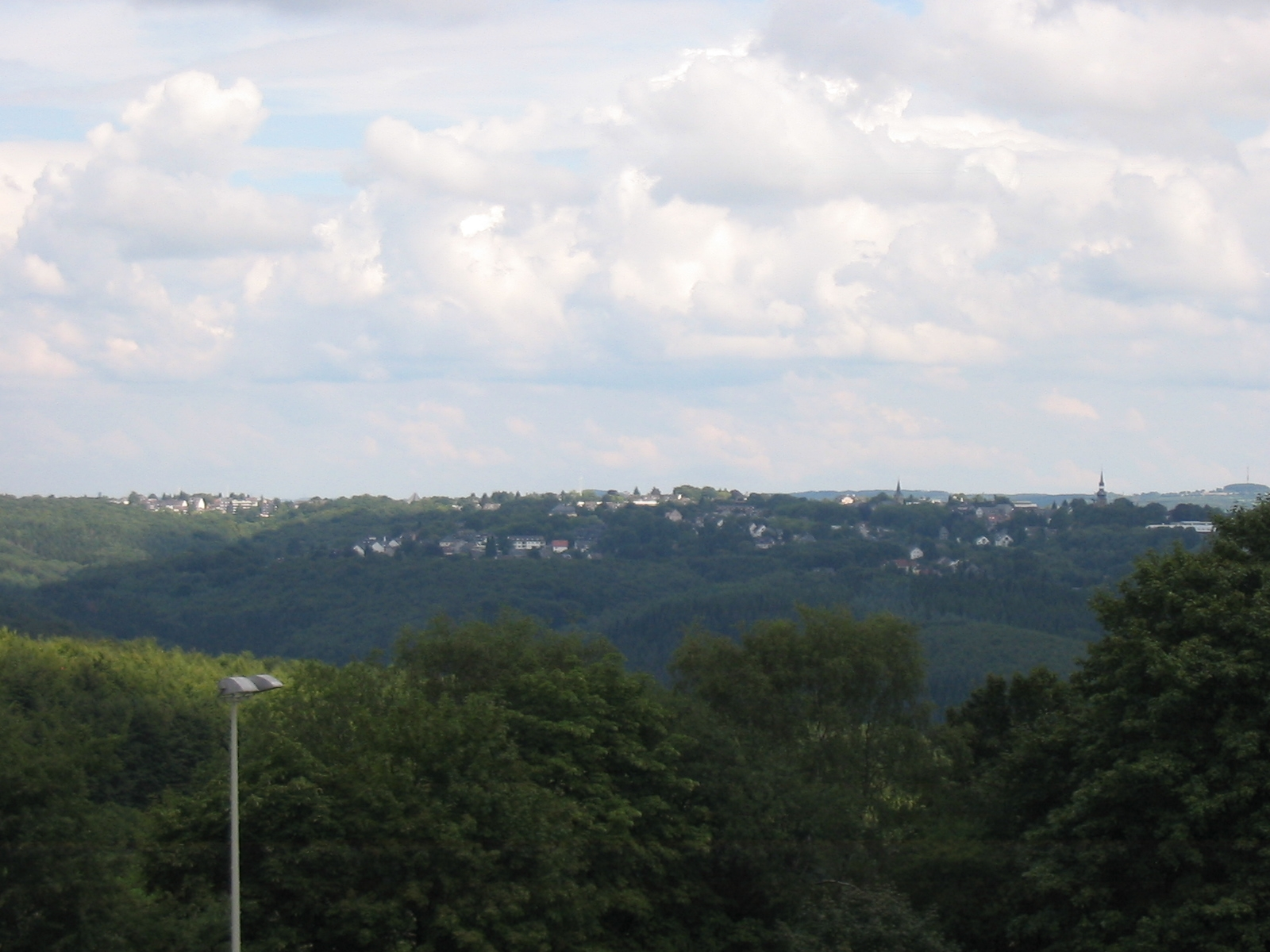
Blick von Westen auf das Zentrum von Cronenberg (von Solingen-Gräfrath aus)

Neben dem Hauptort befinden sich im Wohnquartier die Ortslagen und Außenortschaften Breitenbruch, Bruscheid, Buscherhof, Greuel, Herichhausen, Kuchhausen, Lenzhaus, Möschenborn, Rauenhaus, Rheinbach, Schwabhausen, Unterkirchen und Wahlert.